# Петрушенко, Юрий Яковлевич
Юрий Яковлевич Петрушенко (3 января 1950, Сетовка, Грязнухинский район, Алтайский край, РСФСР, СССР — 20 ноября 2011, Казань, Республика Татарстан, Российская Федерация) — советский и российский учёный, ректор Казанского государственного энергетического университета (2003—2011). Доктор физико-математических наук (1996), профессор (1997).

## Биография
Родился 3 января 1950 года в селе Сетовка Грязнухинского района Алтайского края.
В 1967 году окончил с золотой медалью Неженскую среднюю школу.
Окончил факультет летательных аппаратов Казанский авиационный институт в 1974 году.
1974 году стал младшийм научным сотрудником лаборатории №3 научно-исследовательского отдела КАИ.
В 1978 г. защитил диссертацию на соискание ученой степени кандидата технических наук на кафедре «Строительная механика летательных аппаратов».
1977-1981 гг. - преподаватель, старший преподаватель кафедры сопротивления материалов Оренбургского политехнического института.
1981-1991 гг. - старший научный сотрудник, ведущий научный сотрудник лаборатории механики деформируемых систем КАИ.
1991-1995 гг. - заместитель директора Научно-технического центра «Проблемы динамики и прочности» при КАИ.
1995 г. защитил диссертацию на соискание ученой степени доктора физико-математических наук.
1996 г. - профессор кафедры общетехнических дисциплин Казанского филиала Московского энергетического института, в последующем стал заведующим кафедрой.
1997 г. - заместитель директора КФ МЭИ по учебной работе (в это время пролицензировано более 12 новых специальностей).
1998 г. – присвоено ученое звание профессора кафедры прочности и материаловедения.
В 1998 году Юрию Петрушенко было присвоено почетное звание «Заслуженный деятель науки и техники РТ».
В 1999 г. назначен проректором по учебной работе Казанского государственного энергетического института (КГЭИ).
с 2000 г. - проректор по непрерывному образованию КГЭИ.
С 2002 г. - проректор по общим вопросам Казанского государственного энергетического университета (КГЭУ).
В апреле 2004 г. избран ректором КГЭУ.
В 2006 году стал членом Российской Академии Естественных наук.
В 2009 г. переизбран на должность ректора КГЭУ на новый срок.
Имел почетные звания «Заслуженный деятель науки и техники Республики Татарстан», «Заслуженный работник высшей школы Российской Федерации». За личный вклад в интеллектуальное развитие современного общества он был награжден международной наградой «Имени Сократа», медалью.
Скончался 20 ноября 2011 года в Казани.

## Награды
- Заслуженный работник высшей школы Российской Федерации (2010)[2].
- Заслуженный деятель науки и техники Республики Татарстан (1998)[3].